# Pierre Chareau

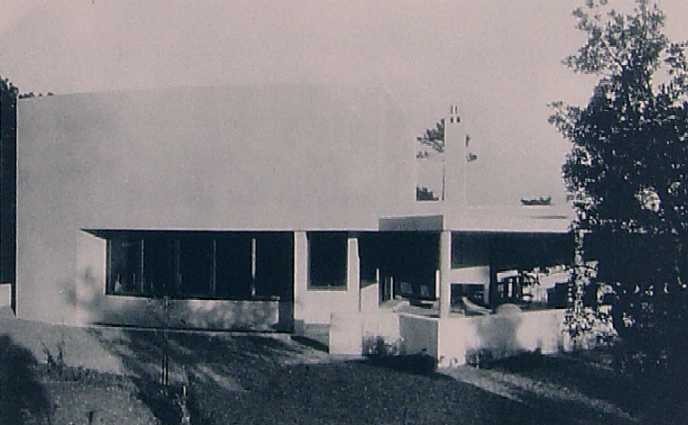
Door Bijvoet en Chareau ontworpen clubhuis voor Golf de Beauvallon

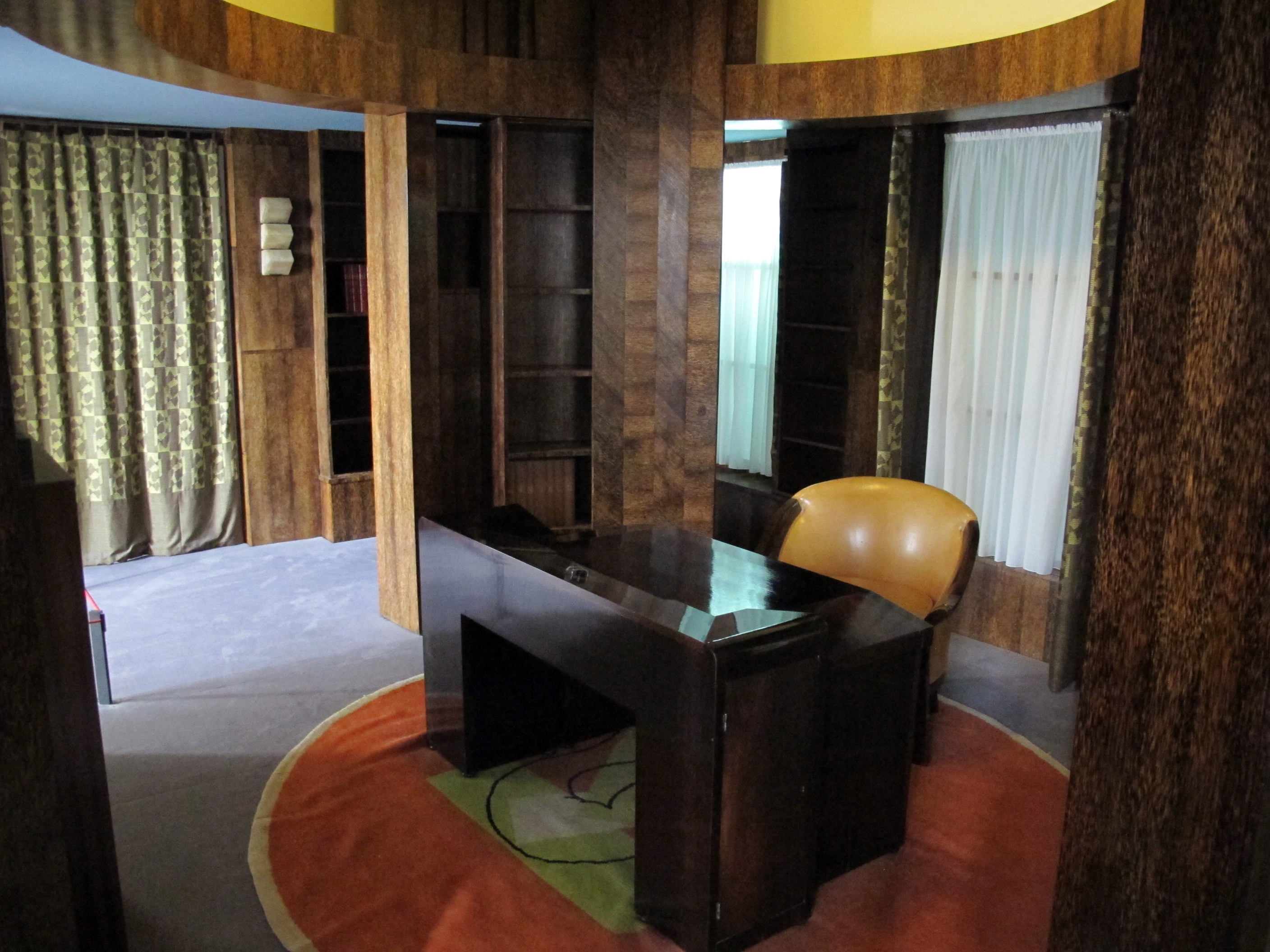
Bureau-bibliothèque de Pierre Chareau, Musée des Arts Décoratifs, Paris

Pierre Chareau (Bordeaux, 4 augustus 1883 – New York, 24 augustus 1950) was een Frans architect en ontwerper van meubels en lampen.
Chareau behoorde met Le Corbusier in Frankrijk tot de eerste architecten van het nieuwe bouwen, een architectuurstroming die onder andere nieuwe materialen als beton, glas en staal toepaste. Hij was lid van het Congrès Internationaux d'Architecture Moderne.
In 1926-1927 ontwierp hij met de Nederlandse architect Bernard Bijvoet het clubhuis van de golfclub Golf de Beauvallon. Het tweetal zou later nog vaker samenwerken onder andere bij het ontwerpen van het Maison de Verre (1928-1931).
In 1939 vertrok Chareau naar de Verenigde Staten. Hij vestigde zich in New York, waar hij in 1947 een atelier ontwierp voor de Amerikaanse schilder Robert Motherwell. Chareau overleed op 67-jarige leeftijd.
Chareau ontwierp tevens meubels van staal en hout, en een serie lampen waarvoor hij albast toepaste.